# Sanctuaire royal du Santísimo Cristo de La Laguna
Le sanctuaire royal du Santísimo Cristo de La Laguna est une église de la ville de San Cristóbal de La Laguna à Tenerife dans les îles Canaries (Espagne).
L'église fut construite en 1580 par ordre d'Alonso Fernández de Lugo (conquérant de l'île). L'église est la chapelle d'un couvent franciscain, a une seule nef, haute et étroite. L'autel est un autel en relief en argent et or (unique dans les îles Canaries), où est la statue en bois du Cristo de La Laguna qui a une importante vénération populaire dans l'archipel. L'image du Christ est du XVIe siècle et a été sculptée en Flandre.
Différents papes ont accordé des indulgences à ce temple qui sont accordées à la archibasilique Saint-Jean-de-Latran à Rome. En 1906, le roi d'Espagne, Alphonse XIII donna titre royal au sanctuaire,.
Depuis 2014, le sanctuaire abrite une réplique du Saint Suaire de Turin ; il n'en existe que deux en Espagne. Cette reproduction a été donnée par la délégation aux Canaries du Centro Español de Sindonología et est la seule reproduction fidèle aux Canaries du Saint Suaire. Cette reproduction du Saint Suaire en est la réplique la plus exacte qu'il est possible d'obtenir avec les techniques actuelles. En 2000, le sanctuaire du Cristo de La Laguna avait déjà été témoin de la première messe de vénération du Saint Suaire dans les îles Canaries, en commémoration de l'ostension du Saint Suaire à la cathédrale de Turin à l'occasion du l'année jubilaire.
Le 14 septembre, lors des Fêtes du Christ (Fiestas del Cristo), une procession a lieu avec l'image du Christ, comme aussi pendant la Semaine sainte de la ville.

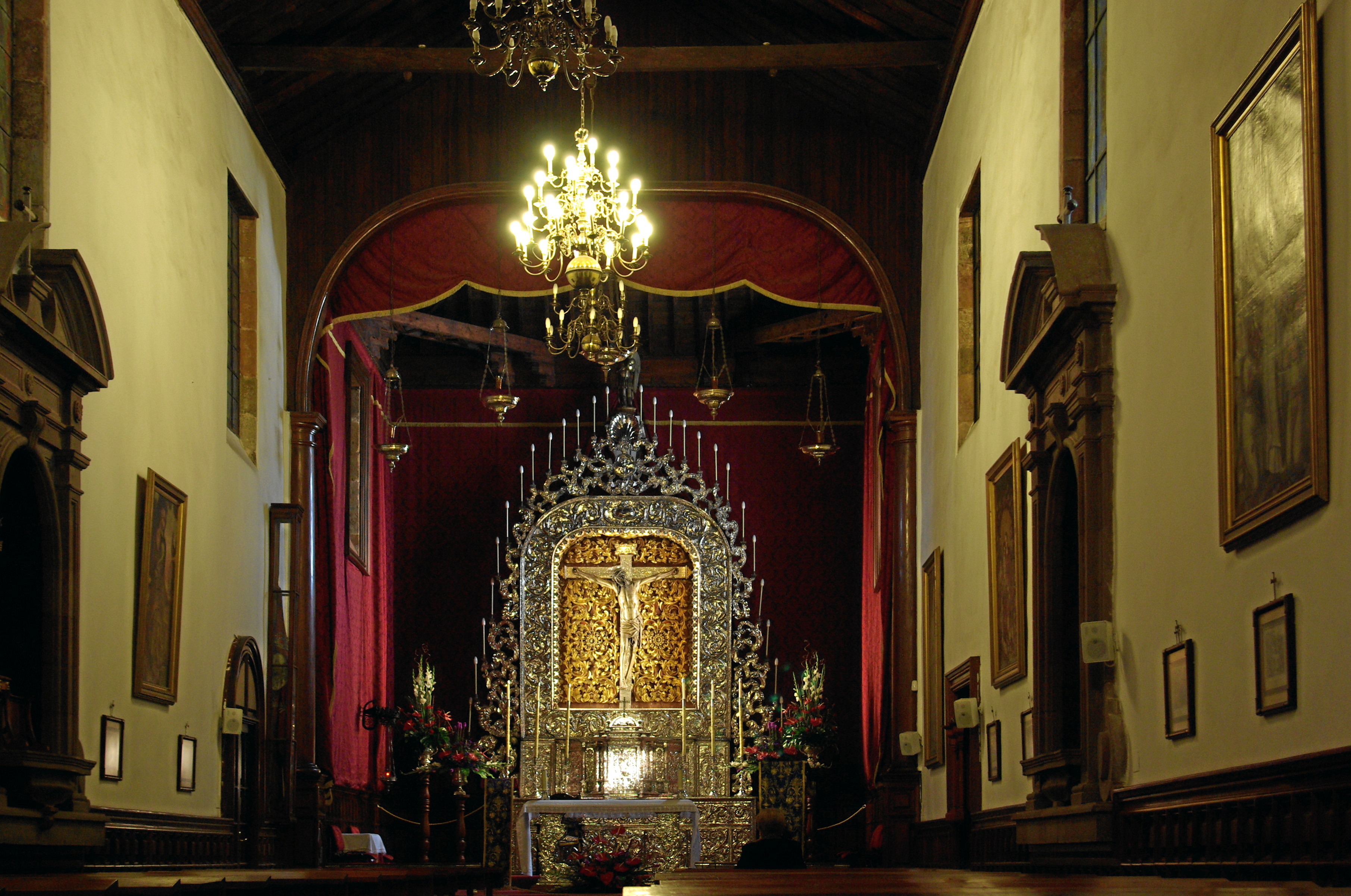
L'intérieur de l'église avec l'image du Christ à l'autel.
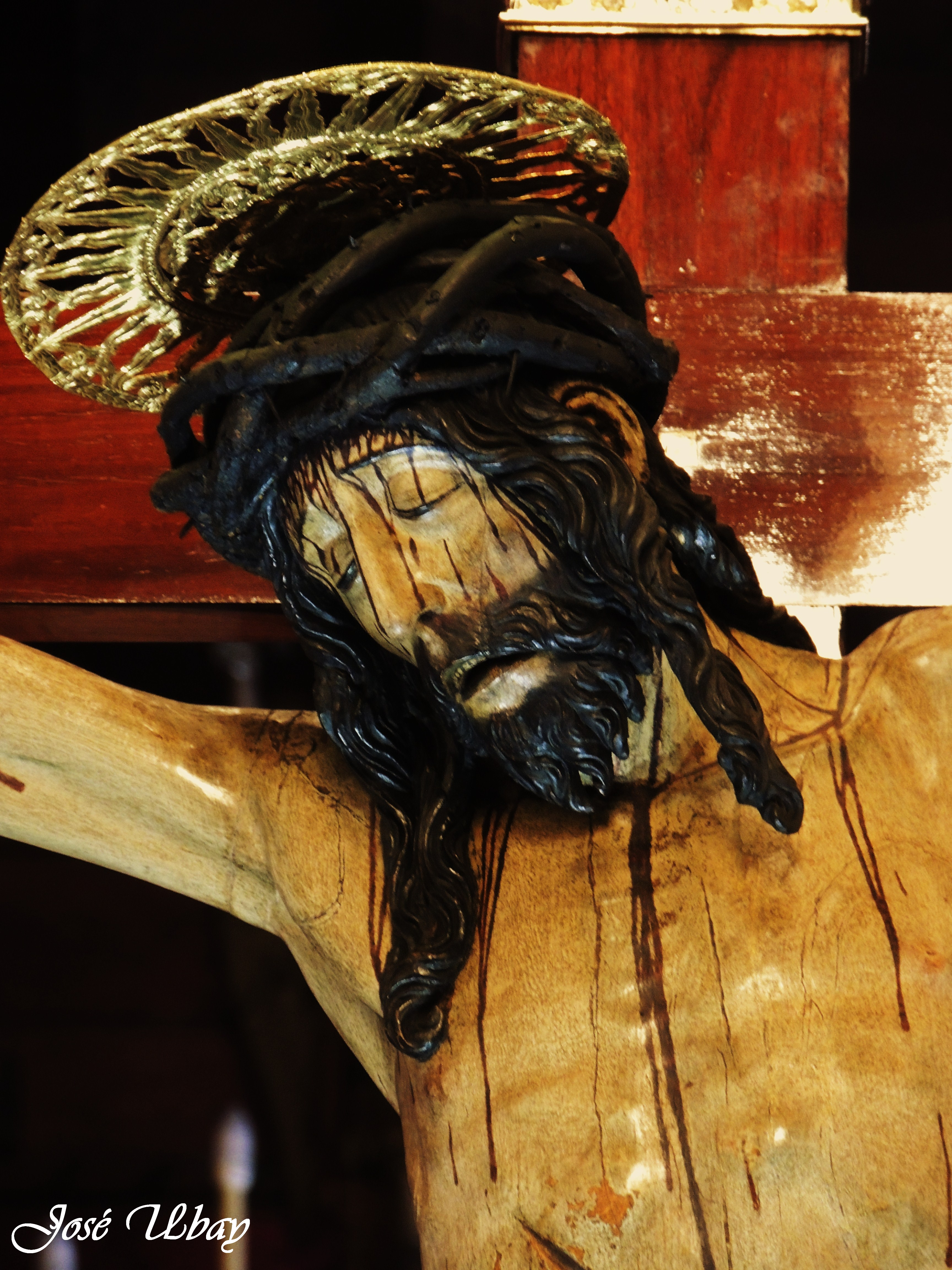
Santísimo Cristo de La Laguna.
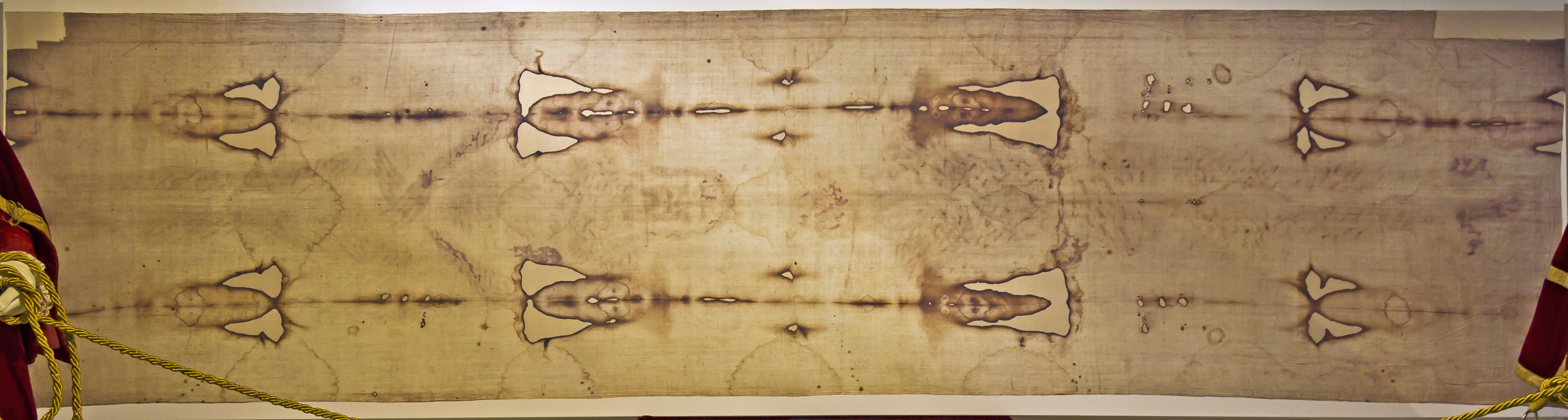
Réplique du Saint Suaire de Turin. Il se trouve au Musée du Sanctuaire.